# A Nosa Terra
A Nosa Terra va ser l'òrgan d'expressió de les Irmandades da Fala (1916-1932) i del Partit Galleguista (1932-1936). Es va editar íntegrament en gallec i va ser fonamental per a l'extensió de l'ideal galleguista. Es van publicar en total 422 números.

## Periodicitat
A Nosa Terra va tenir una periodicitat molt variable. Va començar publicant-se desenalmente per a sortir quinzenalment fins a la Dictadura de Primo de Rivera, durant la qual es va publicar mensualment. Al juny de 1933 va tornar a la periodicitat desenal.

## Història
El primer número va sortir el 14 de desembre de 1916 a La Corunya i constava de vuit pàgines. Antón Villar Ponte va ser el seu director fins a la IV Assemblea de les Irmandades da Fala (1922). A partir de llavors serà Víctor Casas qui dugui el pes real de la direcció, encara que nominalment van ser directors Alexandre Bóveda, Aquilino Iglesia Alvariño en 1933 o Ramón Suárez Picallo en 1934. L'1 de febrer de 1932, poc després del naixement del Partit Galleguista, es va convertir en el seu òrgan d'expressió oficial i la redacció es va traslladar a Pontevedra. Al juny de 1933 es va deixar de publicar durant algun temps a causa de dificultats financeres. En 1917 comptava amb 2.000 subscriptors. En 1931 amb 500 i en 1935 amb 1.000, encara que es desconeix el tiratge exacte. Els recursos econòmics de la publicació provenien de les subscriciones, de la publicitat, de les donacions dels emigrats gallecs d'Amèrica i de les Irmandades da Fala primer i el Partit Galleguista després.
El 17 de juliol de 1936 va sortir l'últim número d'A Nosa Terra.

## Col·laboradors
A A Nosa Terra van col·laborar gairebé tots els intel·lectuals galleguistes del primer terç del segle XX:
- Manuel Blanco Torres
- Ramón Cabanillas
- Amado Carballo
- Ricardo Carballo Calero
- Leandro Carré
- Castelao
- Evaristo Correa Calderón
- Xosé Filgueira Valverde
- Gonzalo López Abente
- Antón Losada Diéguez
- Manuel Antonio
- Xaime Quintanilla
- Luís Peña Novo
- Luís Porteiro Garea
- Aurelio Ribalta
- Vicente Risco
- Xoán Vicente Viqueira